# Miquel Victorià Amer i Homar
Miquel Victorià Amer i Homar   (Palma, 1824 - Barcelona, 1912) fou un poeta i bibliòfil mallorquí.
Estudià filosofia i dret, primer a Mallorca i després a Barcelona, on s'establí ben aviat. Es casà amb la també poeta mallorquina Victòria Peña i Nicolau. Va tenir un càrrec administratiu important a la Companyia dels Ferrocarrils de Madrid a Saragossa i a Alacant. En la seva activitat literària i cultural, tingué un paper rellevant en els primers Jocs Florals de Barcelona. Antoni de Bofarull inclogué algunes poesies seves en l'antologia Los trobadors nous. Entre la seva obra publicada, hi ha un recull de poesies, una edició (1873) del Compendi historial de la Bíblia o Gènesi de l'escriptura de Guillem Serra (1451), i una versió de l'episodi d'Hèctor i Andròmaca, del cant VI de la Ilíada.
El 1861 fou nomenat acadèmic de la Reial Acadèmia de Bones Lletres de Barcelona.